# Билдердейк, Виллем
Ви́ллем Би́лдердейк (нидерл. Willem Bilderdijk; 7 сентября 1756, Амстердам — 18 декабря 1831, Харлем) — нидерландский поэт, филолог, историк.

## Биография
Виллем Билдердейк родился в религиозной семье кальвинистов, сын врача. В возрасте шести лет Билдердейк получил травму ног, вследствие чего детство провёл в доме, занимаясь самообразованием. Родители Билдердейка были сторонниками Оранской династии и привили сыну монархические и кальвинистские взгляды.
После обучения в Лейденском университете в 1782 году получил докторскую степень в области права и начала практику адвоката в Гааге. Через три года вступил в неудачный брак с Катариной Ребеккой Вустховен (Catharina Rebecca Woesthoven, 1763—1828), распавшийся в 1802 году. После образования в 1795 году Батавской республики Билдердейк отказался присягнуть новой администрации и покинул страну, переехав в Гамбург, затем в Лондон. В Лондоне повстречал Катарину Вильгельмину Швайкхардт (Katharina Wilhelmina Schweickhardt, 1776—1830) — поэтессу, дочь голландского художника. В 1797 году они вместе переехали в Брауншвейг. Разведясь с первой женой, Билдердейк женился на Катарине в 1802 году.
Билдердейк вернулся по настоянию друзей на родину в 1806 году после преобразования Батавской республики в Голландское королевство. Королём стал брат Наполеона I Людовик Бонапарт, Билдердейк стал его библиотекарем, а также членом и позже секретарём Королевского института наук, литературы и изящных искусств (позже переименован в Нидерландскую королевскую академию наук).
После отречения Людовика от престола для Билдердейка начались сложные времена. После провозглашения Виллема I королём Нидерландов безуспешно попытался занять должность профессора в Амстердаме, после чего стал преподавать историю в Лейдене (1817—1827). C 1827 года жил в Харлеме.

## Творчество
Билдердейк был представителем мистического течения «возрожденцев» (нидерл. Het Réveil). Писал поэмы («Жизнь в деревне», 1802, «Искусство поэзии», 1809, «Мир духов», 1811, «Освобождение Голландии», т. 1—2, 1813—14), гимны («Биллем Фредерик», 1815), трагедии («Флорис V», «Кормак», 1806), стихотворения («Стихотворения», 1803—1807, «Зимние цветы», 1811), труды по истории («История отечества» в 13 томах, издана посмертно в 1832—1853 годах), филологии («Принципы этимологии», 1831), геологии и ботанике.
В эмиграции написал юридическое сочинение «Observationes et emendationes juris» (Брауншвейг, 1806), которое он позже вновь переработал (Лейден, 1820, 2 тт.). В исторических сочинениях выступал как противник революции, идеализировал Филиппа II, герцога Альбу. В поэме «Искусство поэзии» (De kunst der poëzij, 1809) выразил своё представление о значении чувства при написании поэзии. Единственным источником поэтического творчества он считал чувство: «поэзия — это чистое излияние сердца». В незаконченной эпической поэме «Гибель первого мира» (De ondergang der eerste wareld, 1810) драматически описал борьбу между сыновьями Каина и потомками его дочерей.
Собрание его сочинений «Dichtwerken» в 16 томах было издано в Харлеме в 1856—1859 годах его другом Да Костой (Da Costa).
Билдердейк встретил резкой критикой принятые в 1804 году правила орфографии нидерландского языка, разработанные профессором Сигенбеком.
Его творчество оказало заметное влияние на Исаака да Косту; последнего даже нередко называли всего лишь подражателем Билдердейка.